# Кликач
Клика́ч (болг. Кликач) — село в Бургаській області Болгарії. Входить до складу общини Карнобат.

## Населення
За даними перепису населення 2011 року у селі проживали 767 осіб.
Національний склад населення села:
| Національність   | Кількість осіб | Відсоток |
| ---------------- | -------------- | -------- |
| турки            | 508            | 76,3%    |
| болгари          | 76             | 11,4%    |
| цигани           | 0              | 0%       |
| інша             | 75             | 11,3%    |
| не визначились   | 7              | 1,1%     |
| Всього відповіли | 666            |          |

Розподіл населення за віком у 2011 році:
Динаміка населення: